# Tower of London
Tower of London (czasem The Tower lub Londyńska Tower, oficjalna nazwa His Majesty’s Royal Palace and Fortress the Tower of London, czyli Pałac i Twierdza Jego Królewskiej Mości) – budowla obronna i pałacowa monarchów Anglii, chociaż ostatni z władców Anglii, który z niej korzystał, to Jakub I (1566–1625). Wzniesiona została w 1078 roku dla Wilhelma Zdobywcy.

## Charakterystyka
Tower of London było więzieniem, z którego podobno nie było ucieczki, ponieważ wejście było zaraz nad wodą – podpływano łódkami i tam prowadzono więźniów do celi. Więziono tu m.in. króla Anglii Henryka IV, królową Annę Boleyn, Thomasa More’a, Thomasa Cromwella, królową Jane Grey, Katarzynę Grey (która urodziła tam 2 synów), żeglarza Waltera Raleigha, a w 1941 roku Rudolfa Hessa.
W swej historii budynek był fortecą, więzieniem, pałacem, a nawet służył jako zoo. Budowla (łącznie z Bramą Zdrajców) pilnowana jest przez charakterystycznie ubranych strażników, nazywanych Yeomen Warders, a popularnie beefeaterami (ang. beefeater – zjadacz wołowiny). W twierdzy są dziś przechowywane liczne zbroje, broń, klejnoty i insygnia koronacyjne (królewski pierścień i jabłko oraz berło z krzyżem i największym na świecie brylantem Cullinanem I, a także koronę brytyjską zdobioną drugim co do wielkości na świecie brylantem Cullinanem II).
Twierdza Tower jest do dziś zamieszkana. Jej społeczność tworzą strażnicy Yeomen Warders wraz z rodzinami, naczelnik twierdzy (ang. Resident Governor), urzędnicy oraz kapelan i lekarz.
Symbolem Tower of London są kruki. Popularna legenda głosi, że dopóki na wieżach Tower będą żyły kruki, tak długo trwać będzie imperium brytyjskie. Legenda ta powstała w epoce wiktoriańskiej, nie wcześniej niż z końcem XIX w. Wiadomo jednak, że kruki mieszkają w wieżach zamku co najmniej od czasów panowania Karola II w XVII w. Zadaniem jednego ze strażników Tower (ang. Ravenmaster) jest opieka nad krukami i ich dożywianie. Inna wersja legendy mówi, że gdy wszystkie sześć kruków opuści kiedyś twierdzę, Londyn zginie. Aby tak się nie stało, podcięto im skrzydła i są pilnie strzeżone.
Tower of London to popularna atrakcja turystyczna Londynu, położona nad północnym brzegiem Tamizy, otoczona kilkoma rzędami murów i dawnym korytem fosy, w którym obecnie rośnie trawa. Wysokość budowli sięga 30 metrów, a grubość murów wynosi 3,6 metra. Centralną część warowni stanowi White Tower, czyli Biała Wieża wzniesiona w XII wieku. Ważny jest też skarbiec Jewel House, w którym przechowywane są klejnoty i kosztowności królewskie.

## Galeria

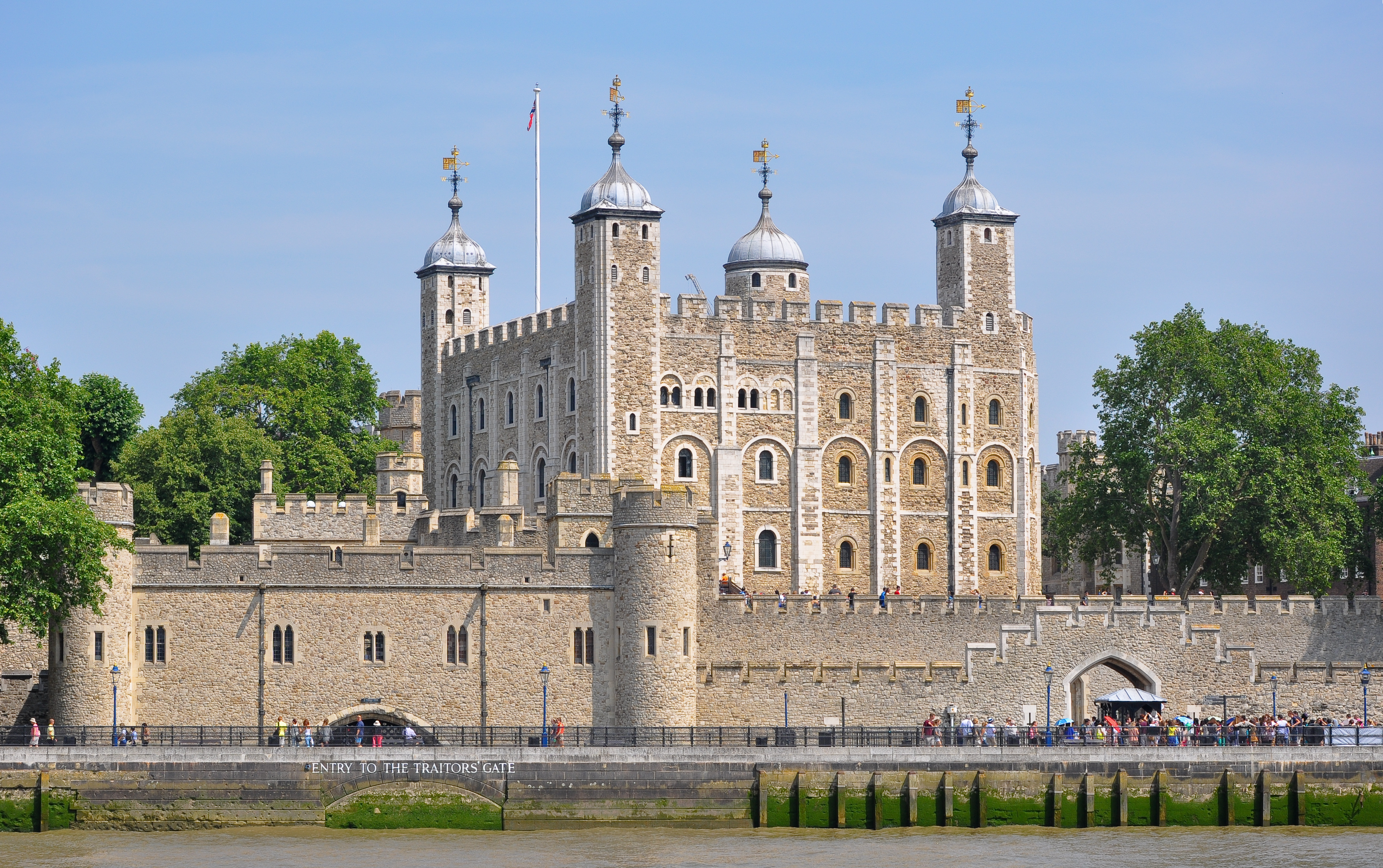
The White Tower
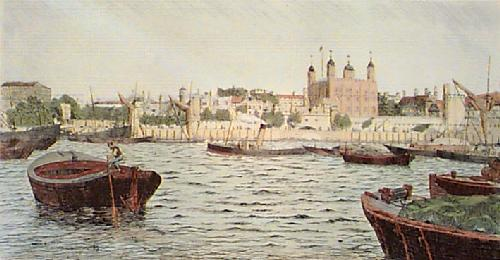
Tower of London (aut. David Cox)
Klatki dla kruków na terenie Tower of London
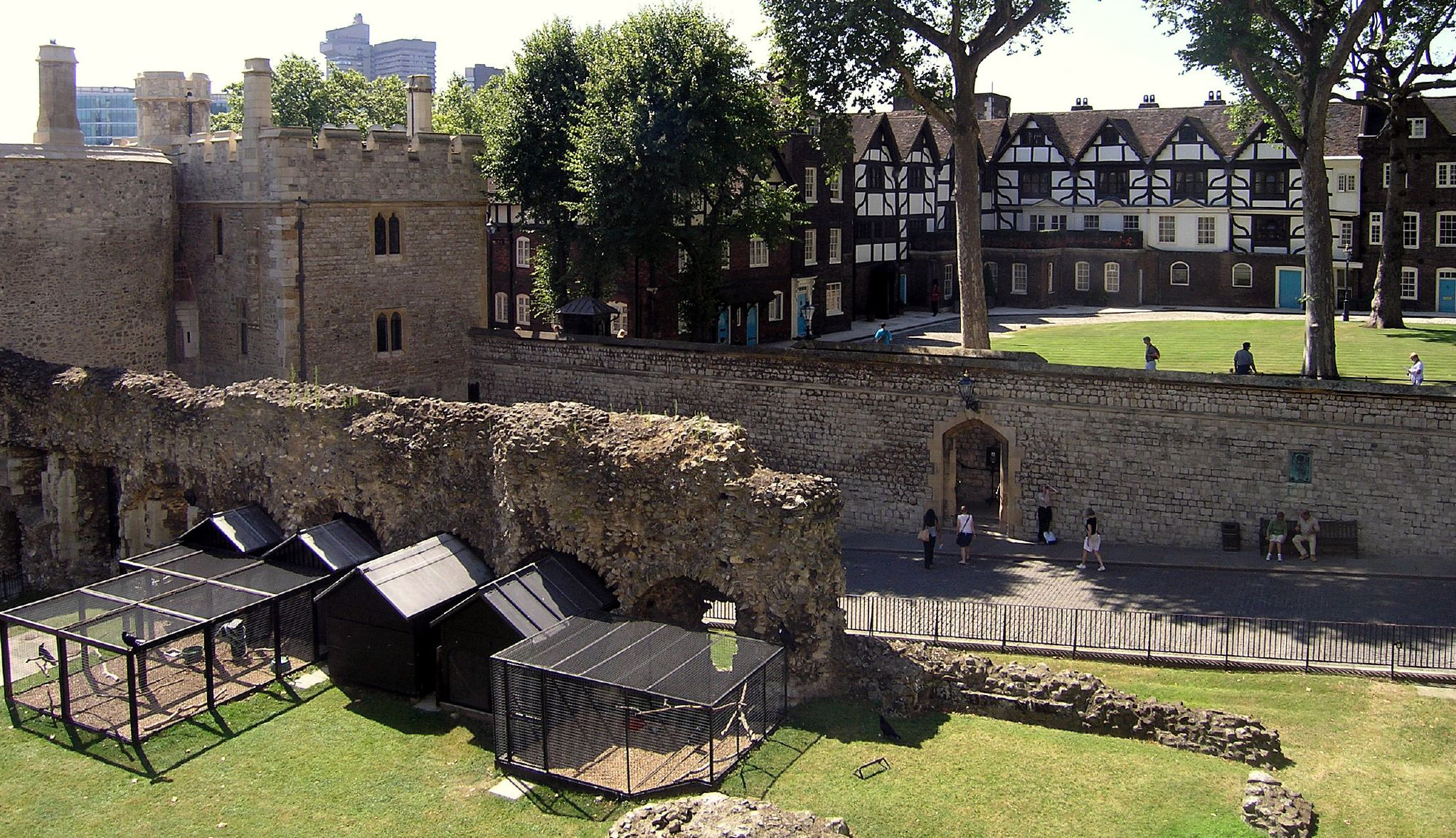
Klatki dla kruków na terenie Tower of London
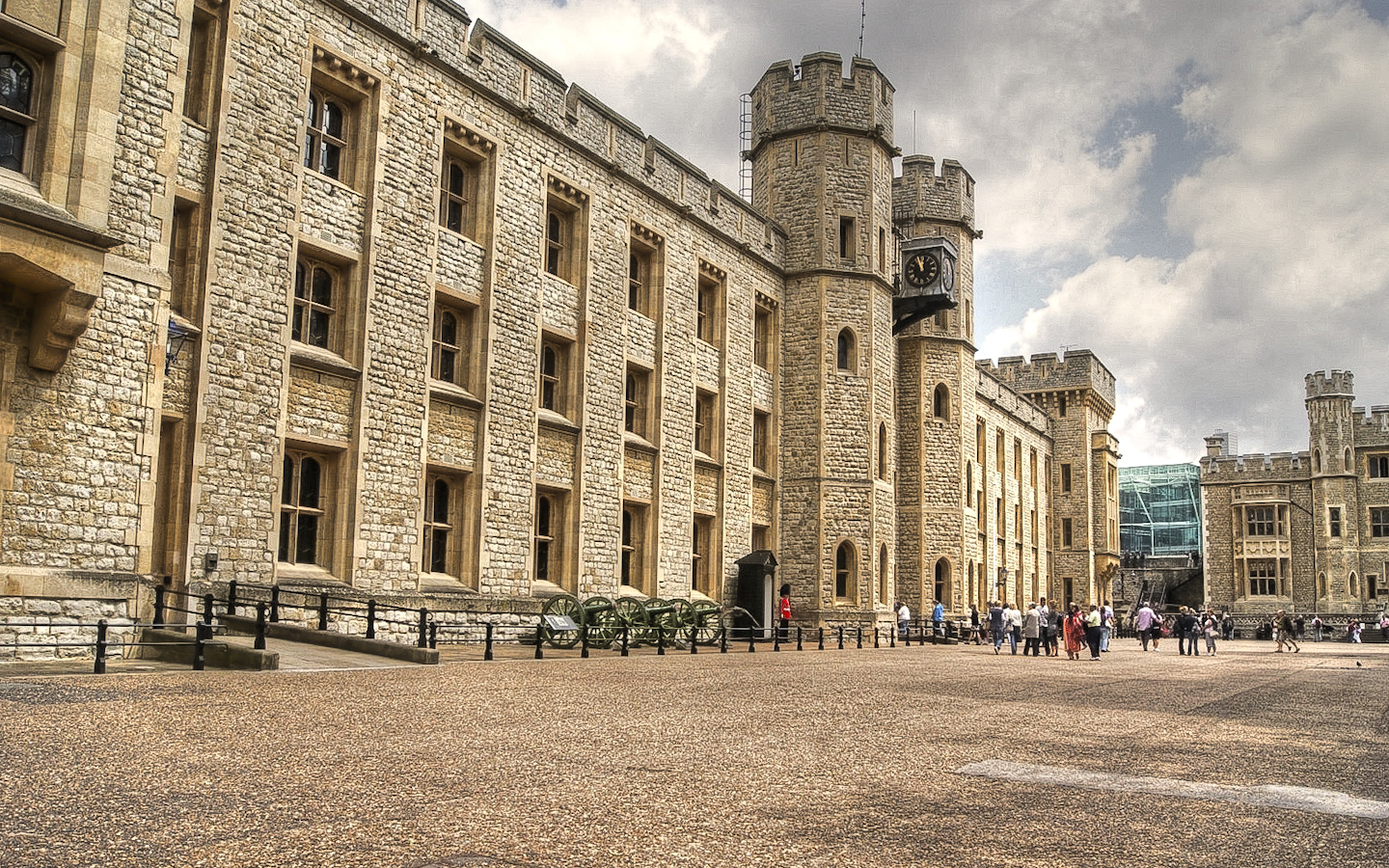
Południowa fasada Waterloo Block
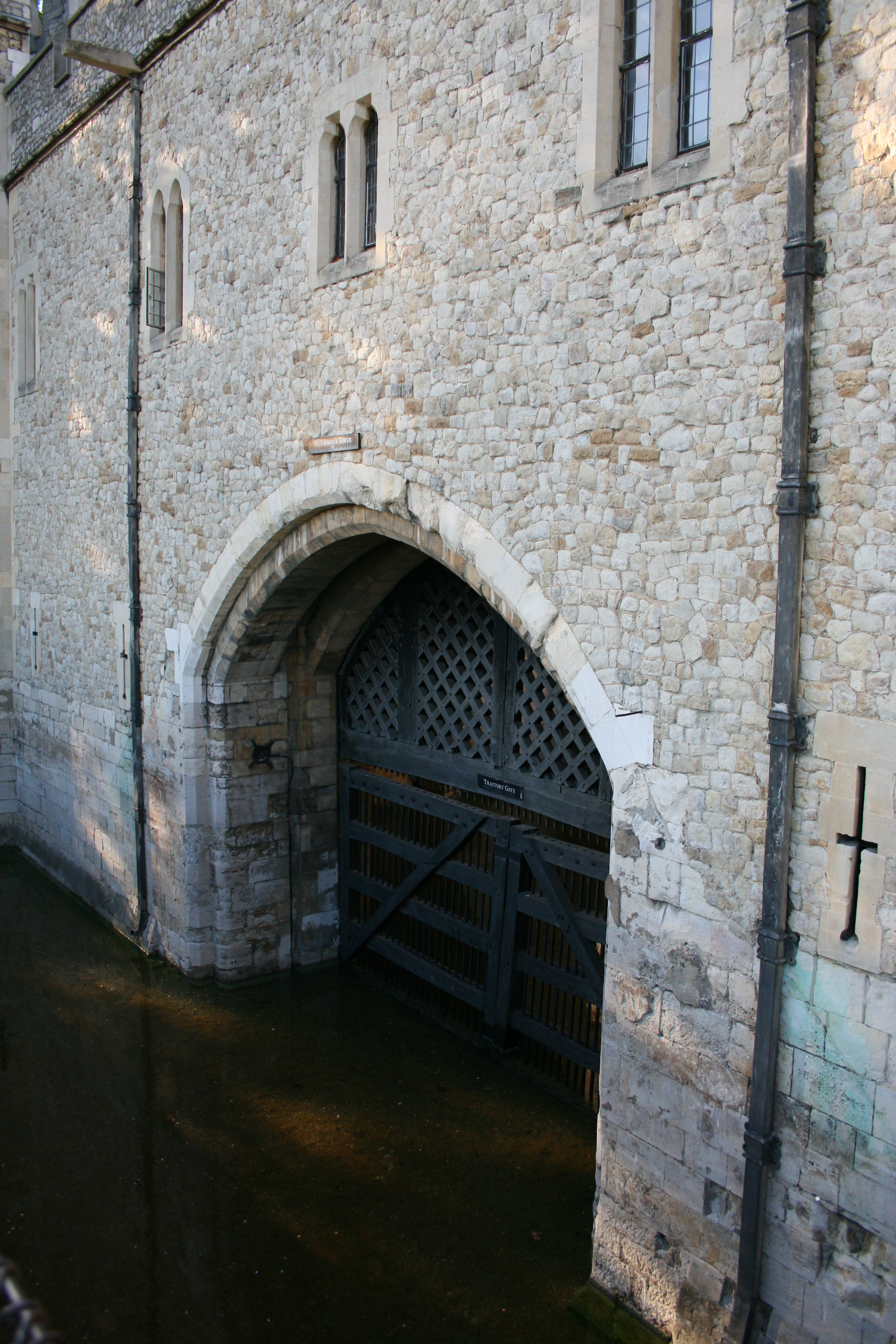
Traitors Gate
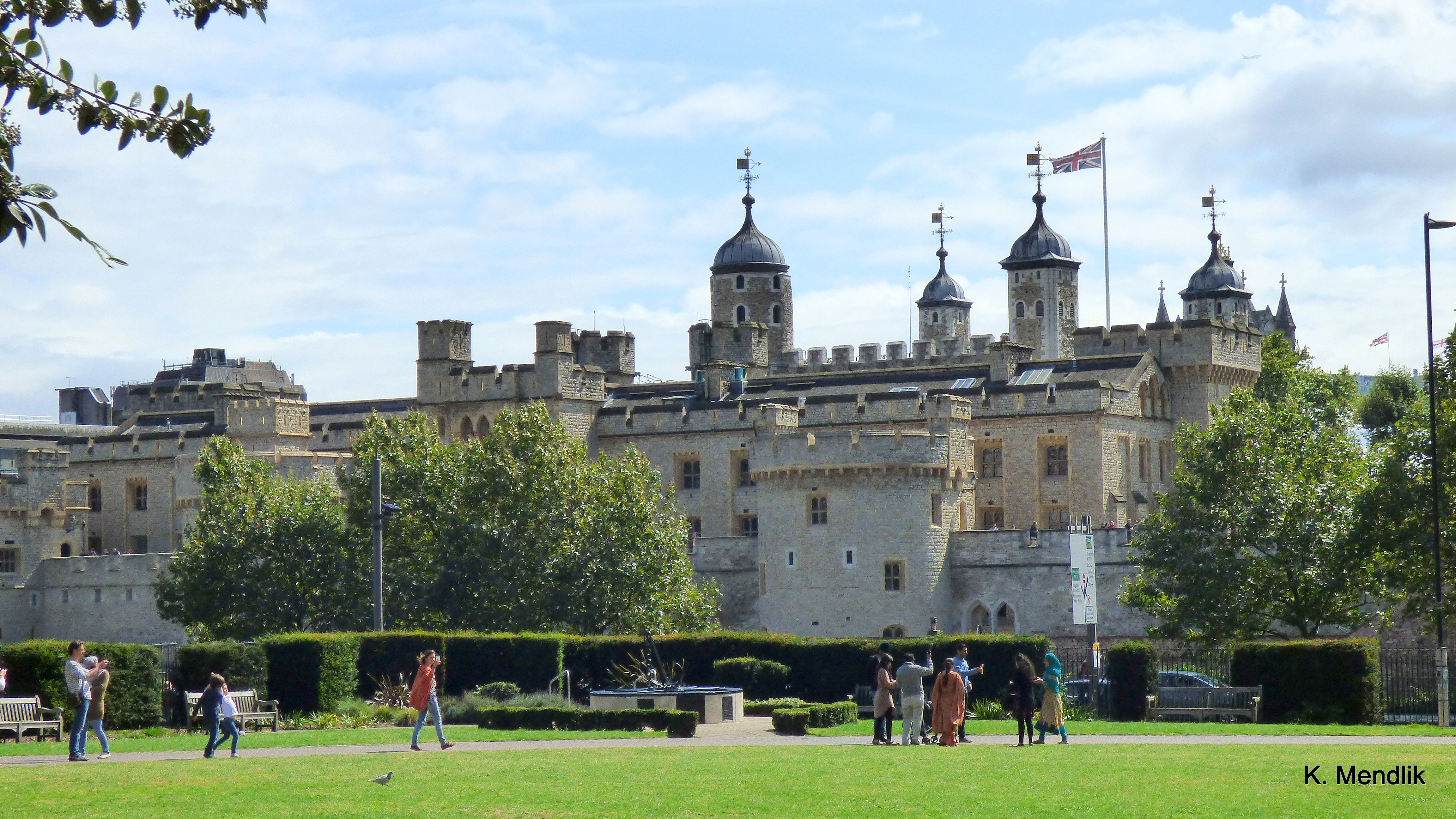
Tower of London